# 張闓 (晉朝)
張闓（265年—328年），字敬緒，徐州彭城郡人，東吳大臣張昭的曾孫，父親很早就逝世，有志操。西晉時，太常薛兼賞識他，於是向琅邪王司馬睿舉薦，司馬睿便任用張闓為安東參軍，後又轉任丞相從事中郎。及後司馬睿建立東晉，拜張闓為給事黃門侍郎、大中正等官，後又封爵丹陽縣侯，遷任侍中。
司馬睿登基皇帝即為晉元帝後，外派張闓補任晉陵內史，他在晉陵郡內開闢曲阿新豐塘，可灌溉農田八百餘頃，使得年年豐收，葛洪因此還為其作頌來贊揚它。但因為開闢新豐塘，被彈劾擅自大興土木、勞民傷財，於是罷免官職。有大臣為他辯解說：「張闓大興水利灌溉農田，這可以說是有益於國家，現在反而因此被罷黜，這以後會讓下面的臣子很難做事情。」元帝感悟，便免除罷黜，並再任命張闓當大司農。元帝駕崩後，張闓擔任大匠卿為元帝營建陵墓「平陵」，工程完畢又任命他當尚書。
蘇峻之亂時，張闓跟王導俱入宮守護晉成帝，蘇峻讓張闓持節暫時督率晉室江東殘軍。王導秘密與張闓合謀，使庾亮到三吳地區宣達太后庾文君密詔，儘速召集義軍對抗。陶侃等人到達後，授張闓持節擔任征虜將軍，與振威將軍陶回共同督率丹陽義軍。張闓回到晉陵，命令內史劉耽盡以一部糧食，並遣吳郡度支運送四部糧食給車騎將軍郗鑒，又與吳郡內史蔡謨、前吳興內史虞潭、會稽內史王舒等召集義軍，討伐蘇峻。等到平定蘇峻，以尚書加散騎常侍，賜爵宜陽伯，後又遷任廷尉，因為疾病解職，拜金紫光祿大夫，不久逝世，時年六十四，兒子張混繼承爵位。

## 延伸阅读
[在维基数据编辑]
 《晉書·卷076》，出自房玄齡《晉書》